# مكاملة طاقية

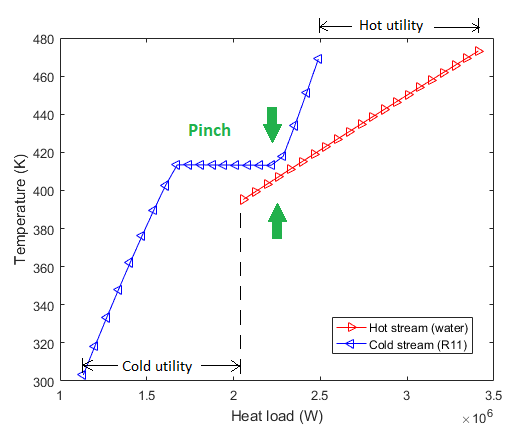

المكاملة الطاقية طريقة لتقليل الاستهلاك الطاقي لعملية كيميائية إلى الحد الأدنى عن طريق حساب الأهداف الطاقية (أو الاستهلاك الطاقي الأدنى) المجدية ترموديناميكيًّا وتحقيقها عن طريق تحسين أنظمة الاسترجاع الحراري، وطرق تزويد الطاقة، وشروط العمل للعملية. تعرف أيضًا باسم تحليل الاختناق (أو القَرص)، أو المكاملة الحرارية، أو تكنولوجيا القَرص أو الاختناق.
تمثل معطيات العملية على شكل مجموعة من التدفقات الطاقية، أو التيارات، كتابع للحمل الحراري (جداء المحتوى الحراري النوعي -أي الإنتالبيا النوعية- بمعدل التدفق الكتلي؛ وحدة القياس الدولية هي الواط) بالنسبة لدرجة الحرارة (وحدة القياس الدولية: كلفن). تجمع هذه البيانات لكل التيارات في المنشأة لإعطاء المنحنيين المركبين، واحد لكل التيارات الحارة (الناشرة للحرارة وواحد لكل التيارات الباردة (الماصة للحرارة). نقطة أكبر تقارب بين المنحنيين المركبين البارد والساخن هي نقطة الخنق (أو الاختناق) ذات درجة حرارة اختناق التيار البارد ودرجة حرارة اختناق التيار الساخن. هنا تكون شروط التصميم أكثر تحديدًا. وبالتالي، فبإيجاد هذه النقطة وبدء التصميم منها، يمكن تحقيق الأهداف الطاقية باستخدام مبادلات حرارية لاسترجاع الحرارة بين التيارين البارد والساخن في نظامين منفصلين، واحد لدرجات الحرارة الأعلى من درجتي حرارة الاختناق وآخر لدرجات الحرارة الأقل من درجتي حرارة الاختناق. عمليًّا، خلال المكاملة الطاقية لتصميم موجود، غالبًا ما توجد التبادلات الحرارية العابرة للاختناق بين تيار ساخن درجة حرارته فوق الاختناق وتيار بارد تحت الاختناق. إزالة هذه المبادلات عن طريق التوفيق البديل يجعل العملية تصل إلى الهدف الطاقي الخاص بها.

## لمحة تاريخية
في عام 1971، صرح إد هومان في رسالته الخاصة بالدكتوراه بأن «المرء يمكنه حساب الكمية الأدنى للوحدات الباردة والساخنة التي تتطلبها عملية دون معرفة شبكة المبادلات الحرارية التي يمكنها تحقيقها. يمكن للمرء أيضًا تقدير مساحة التبادل الحراري المطلوبة».
في أواخر عام 1977، أظهر طالب الدكتوراه بودو لينهوف تحت إشراف الدكتور جون فلاور في جامعة ليدز وجود عنق زجاجة للتكامل الحراري في العديد من العمليات، وهو «الاختناق»، الذي وضع الأساس للتقنية، التي تعرف اليوم باسم تحليل الاختناق. في ذلك الوقت كان قد انضم إلى الصناعات الكيميائية الإمبراطورية (آي سي آي) حيث قاد تطبيقاتٍ عمليةً وتطويرات أكبر على الطريقة.
طور بودو لينهوف «جدول المسألة»، وهي خوارزمية لحساب الأهداف الطاقية، واستخرج أساس حساب مساحة السطح المطلوبة، فيما عرف باسم «شبكة السباغيتي». سمحت هذه الخوارزميات بتطبيق التقنية عمليًّا.
في عام 1982، انضم إلى معهد التكنولوجيا التابع لجامعة مانشيستر (يو إم آي إس تي، حاليًّا في جامعة مانشستر) لإكمال العمل. في عام 1983، أنشأ شركة استشارات تعرف باسم لينهوف مارتش إنترناشيونال استحوذت عليها فيما بعد شركة كي بي سي للخدمات الطاقية.
طورت العديد من التحسينات منذ ذلك الحين واستخدمت في العديد من الصناعات، وشمل ذلك تمديد المفهوم ليُستخدم في أنظمة الحرارة والطاقة والحالات التي لا تحتوي عمليات كيميائية. تتوافر الآن كل من البرامج (الجداول) المبسطة والمفصلة لحساب الأهداف الطاقية.
في السنوات الأخيرة، امتد تحليل الاختناق لما وراء التطبيقات الطاقية. يشمل الآن
- شبكات تبادل الكتلة (الحلوجي ومانوسيوثاكس، 1989)
- الاختناق المائي (يابينغ وانغ وروبن سميث، 1994؛ نيك هالالي، 2002؛ بّاركاش وشينوي، 2005)
- اختناق الهدروجين (نيك هالالي وزملاؤه، 2003؛ أغراوال وشينوي، 2006)